# 沃訥托里鄉 (弗朗恰縣)
45°44′N 27°15′E / 45.733°N 27.250°E
沃訥托里鄉（羅馬尼亞語：Comuna Vânători, Vrancea），是羅馬尼亞的鄉份，位於該國東部，由弗朗恰縣負責管轄，面積87平方公里，海拔高度41米，2002年人口5,848，人口密度每平方公里67人。